# ブラコン (チェスター)
ブラコン (Blacon) は、イングランド北西部チェスターにある、規模の大きなサバーブで、個人所有の住宅のほか、相当数の公営住宅が混在している郊外住宅地となっており、公営住宅の中には通常の2買い建ての家屋のほか、より高層の集合住宅や、障害者向けの平屋建ての住宅なども含まれている。一時期には、ヨーロッパにおける最も大規模な市営住宅の集積地とされていたが、その後、かつての市営住宅は所有、運営、維持などがチェシャー・ウェスト・アンド・チェスターのカウンシルとパートナーシップを結んだサンクチュアリー・グループが所有、運営、意地に当たっている。ブラコンは、同様の歴史的背景を持ったサバーブであるラッチェと提携関係を維持しているが、ラッチェはブラコンのようにサンクチュアリー・グループ傘下にはなく、また規模は相当に小さい。

## 地理

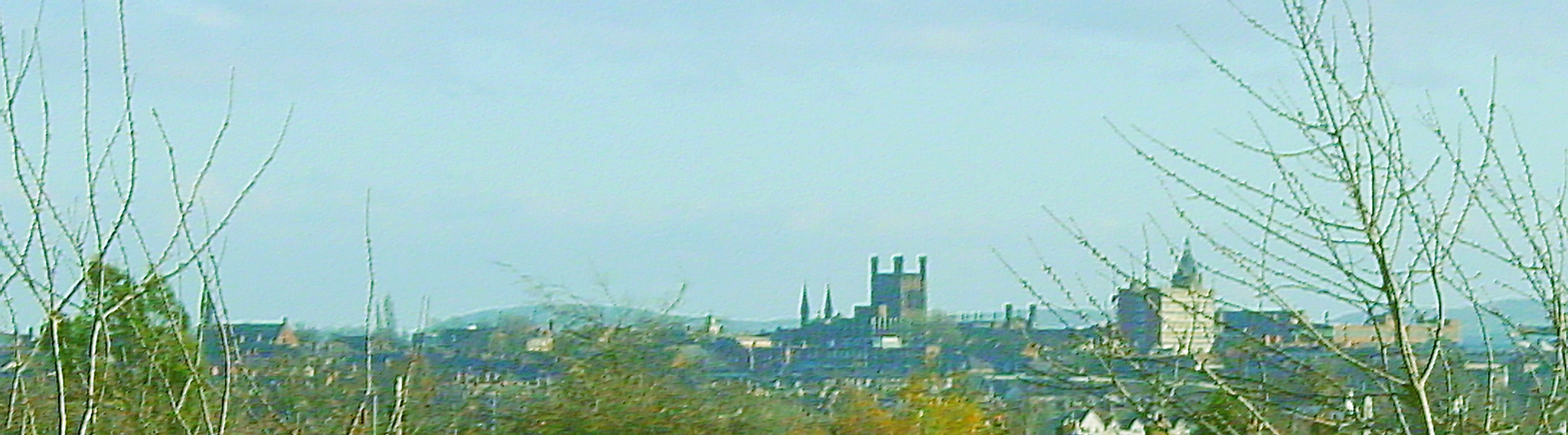
ブラコンから遠望するチェスター大聖堂。

ブラコンは、ウェールズとの国境に近く、チェスター中心部から北西に1マイルほど離れ、中心市街地を見下ろす丘の上に位置している。この村は、もともと農地が広がっていた場所に建設されており、周囲には開けた田園風景が広がっている。ブラコンからはチェスターの中心市街地を一望することができ、西方20マイルほどの距離にはウェールズの丘陵地帯も見える。
この他、近傍には、北方にアプトン・バイ・チェスター、北西方にソーゴールとモリントン、北東方にニュータウン、そして南方にはウェールズと境界線に面した町ソルトニーがある。ブラコンは、ウィラル半島にも近い。オーバープールの村からは、およそ12マイル（およそ20km）離れている。

## 歴史

### ノース・ブラコン（ブラコン・ホール）

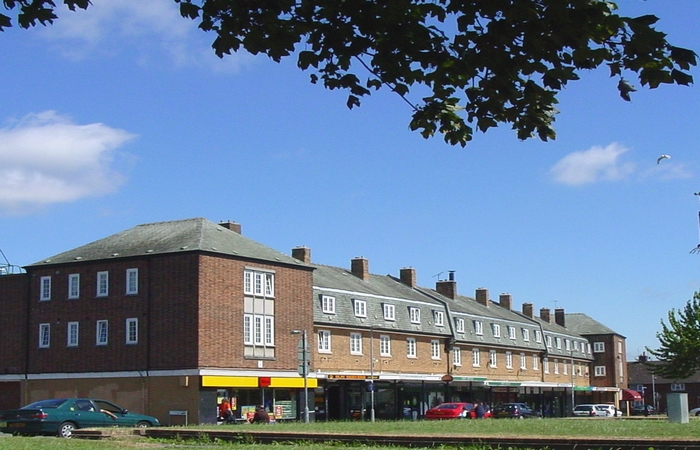
ブラコンの商業施設、The Parade Shops 。

ブラコンは、もともと「ブラコン・ヒル (Blakon Hill)」という名で知られており、クルー侯爵の領地の一部であった。1923年には、ブラコン・クム・クラブウォール (Blacon cum Crabwall) のパリッシュが設けられ、1936年4月1日には、同年のチェシャー州再編令 (the Cheshire County Review Order, 1936) によって、ほとんどのパリッシュはチェシャー・カウンティ・バラ (Chester County Borough) に移管された。
1950年代初めにチェスター・シティ・カウンシル (Chester City Council) によって大規模な建設事業が始まる前は、ブラコンは小さな農業集落であった。現在も残る古い、もともとあった建物の大部分は、1950年代に建設されたものであるが、1960年代の遅い時期から1970年代、1980年代には、サウス・ブラコンにあった陸軍基地の跡地の一部が範域に付け加えられた。ノース・ブラコンにある、1954年に建設された商業施設パレーズ・ショップス (The Parade' Shops) は、チェスター・シティ・カウンシルが建設した建物の事例である。2015年には、パレード企業センター (the Parade Enterprise Centre) が、アヴェニュー・サーヴィシズ (Avenue Services) とチェシャー・ウェスト・アンド・チェスター (heshire West and Chester) のカウンシルの共同事業として開設された。パレード企業センターには、サンクチュアリー・ハウジング、ブラコン図書館、公会堂、その他の地元の企業のオフィスが収容されている。

### ブラコン基地（ブラコン兵舎）
イギリス陸軍は、第二次世界大戦の少し前から少し後まで、ブラコンの南部に陸軍基地を維持していた。木造の小屋や、かまぼこ形兵舎に、1950年代後半まで兵士たちが居住しており、チェスター・シティ・カウンシルが1960年代にタワーブロックを建設し始めるまで、陸軍の射撃場が運用されていた。ブラコン基地は様々な軍事的運用がなされており、航空機が配置されていた時期もあり、捕虜が収容されていた時期もあった。（サウス・）ブラコンのこの部分は、今も地元の住民からは、単に「キャンプ」（camp＝基地）と呼ばれている。

## ブラコン鉄道駅

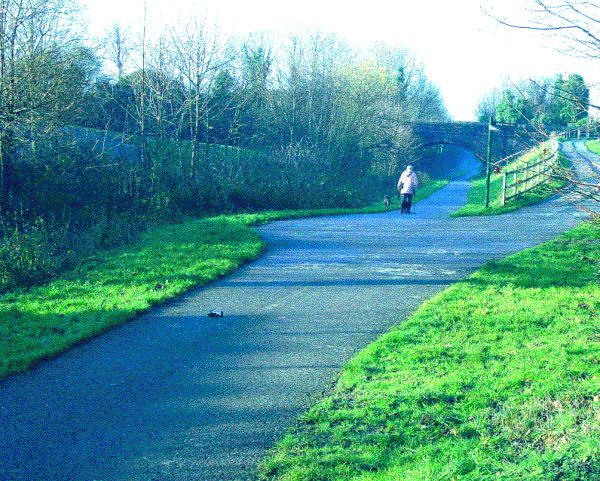
ブラコン駅跡、2006年12月撮影。自転車道、歩道、橋が遠方に見える。

かつてブラコン駅には、ニュートンにあったチェスター・ノースゲート駅から鉄道の便があったが、1960年代半ばにおけるイギリスの鉄道網の経営合理化策としておこなわれた「ビーチング・アックス」の一環として、1968年9月9日に旅客取扱が廃止された。貨物列車は、1984年4月20日まで運行され、その後、単線区間として1986年8月31日に運用が再開されたが、結局1990年代はじめには路線廃止に至った。
かつての駅舎や鉄路は、撤去されて残されておらず、その跡地はアスファルトコンクリート舗装の道路となっており、自転車道路、ジョッギング走路、田園散歩の歩道として利用されている。